# Kenzō Tange
Kenzō Tange (en japonès: 丹下健三) (Osaka, 4 de setembre de 1913 - Tòquio, 22 de març de 2005), arquitecte i urbanista japonès.
Després d'estudis d'arquitecte i d'enginyer a la universitat de Tòquio, treballa fins a 1941 per al deixeble de Le Corbusier Kunio Maekawa i guanya el 1949 el concurs per al Parc de la Pau i el museu de la bomba atòmica, que construeix al centre de la ciutat reconstruïda d'Hiroshima. Aquesta primera realització major, marca l'inici d'una carrera internacional. Crea una pròpia agència d'arquitectes, en principi sota el nom de Studio Kenzo Tange després de Kenzo Tange Associates el 1981.
Té un estil orientat cap a edificis depurats, de betó sovint cru, després revestits de parets de vidre o de pedra durant el seu darrer període.
El 1987 fou guardonat amb el Premi Pritzker d'arquitectura. Kenzo Tange es va jubilar el 2002.
Influenciat des de ben petit pel modernista suís Le Corbusier, Tange va obtenir el reconeixement internacional el 1949 quan va guanyar el concurs per al disseny del Parc Commemoratiu de la Pau d'Hiroshima. Va ser membre del CIAM (Congres Internationaux d'Architecture Moderne) als anys 50. No es va unir al grup d'arquitectes CIAM més joves conegut com a Team 10, tot i que el seu pla de la badia de Tòquio de 1960 va ser influent per a l'equip 10 a la dècada de 1960, així com el grup que es va convertir en Metabolisme.
Els seus estudis universitaris d'urbanisme el van situar en una posició ideal per gestionar projectes de reurbanització després de la Segona Guerra Mundial. Les seves idees van ser explorades en dissenys per a Tòquio i Skopje. El treball de Tange va influir en una generació d'arquitectes de tot el món.

## Biografia
Nascut el 4 de setembre de 1913 a Sakai, Japó, Tange va passar els primers anys a les ciutats xineses de Hankow i Shanghai; ell i la seva família van tornar al Japó després d'assabentar-se de la mort d'un dels seus oncles. En contrast amb la gespa verda i els maons vermells a la seva residència de Xangai, la família Tange es va instal·lar en una masia amb sostre de palla a Imabari, a l'illa de Shikoku.
Després d'acabar l'escola secundària, Tange es va traslladar a Hiroshima el 1930 per anar a l'escola secundària. Va ser aquí on va trobar per primera vegada les obres del modernista suís Le Corbusier. El seu descobriment dels dibuixos del Palau dels Soviets en una revista d'art estrangera el va convèncer per convertir-se en arquitecte. Tot i que es va graduar a l'escola secundària, els mals resultats de Tange en matemàtiques i física van fer que hagués de superar les proves d'accés per poder accedir a les prestigioses universitats. Va passar dos anys fent-ho i durant aquest temps va llegir molt sobre la filosofia occidental. Tange també es va inscriure a la divisió de cinema del departament d'art de la Universitat de Nihon per esquivar la convocatòria d'homes joves del Japó per a l'exèrcit i poques vegades assistia a classes.
El 1935 Tange va començar els estudis terciaris que desitjava al departament d'arquitectura de la Universitat de Tòquio. Va estudiar amb Hideto Kishida i Shozo Uchida. Tot i que Tange estava fascinat per les fotografies de la vil·la de Katsura que hi havia a l'escriptori de Kishida, el seu treball es va inspirar en Le Corbusier. El seu projecte de graduació va ser un desenvolupament de disset hectàrees ambientat al parc Hibiya de Tòquio.

### Carrera inicial
Després de graduar-se a la universitat, Tange va començar a treballar com a arquitecte a l'oficina de Kunio Maekawa. Amb la seva feina, va viatjar a Manxúria, participant en un concurs de disseny arquitectònic per a un banc, i al seu retorn va viatjar a Jehol, ocupat pels japonesos. Quan va començar la Segona Guerra Mundial, va deixar Maekawa per reincorporar-se a la Universitat de Tòquio com a estudiant de postgrau. Va desenvolupar un interès pel disseny urbà, i fent referència només als recursos disponibles a la biblioteca universitària, es va embarcar en un estudi dels mercats grecs i romans. L'any 1942, Tange va participar en un concurs per al disseny del Saló Memorial de l'Esfera de Co-Prosperitat de la Gran Àsia Oriental. Va rebre el primer premi per un disseny que hauria estat situat a la base del mont Fuji; la sala que va concebre era una fusió de l'arquitectura del santuari xintoista i la plaça del turó Capitolí a Roma. El disseny no es va realitzar.
El 1946, Tange es va convertir en professor ajudant a la universitat i va obrir el laboratori Tange. L'any 1963 va ser ascendit a professor del Departament d'Enginyeria Urbana. Entre els seus alumnes hi havia Sachio Otani, Kisho Kurokawa, Arata Isozaki, Hajime Yatsuka i Fumihiko Maki.

### Reconstrucció postguerra

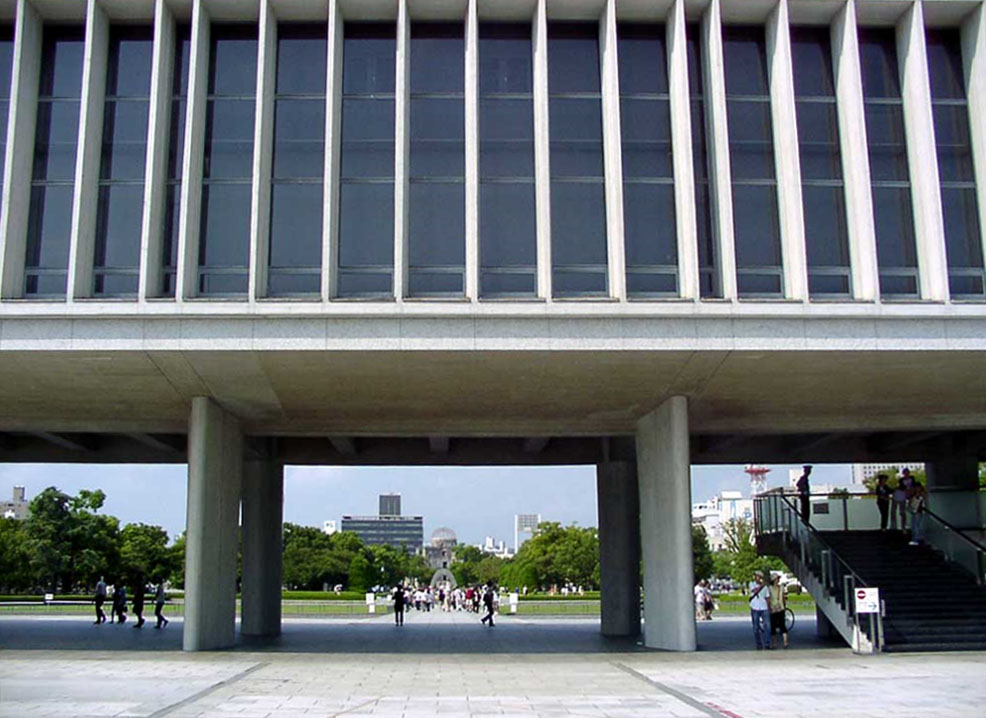
Museu Memorial de la Pau d'Hiroshima que mostra un eix amb un cenotafi i una cúpula de la bomba atmosfèrica (1955)

L'interès de Tange pels estudis urbans el va posar en una bona posició per gestionar la reconstrucció de la postguerra. L'estiu de 1946 va ser convidat per la Junta de Rehabilitació de Danys de Guerra per presentar una proposta per a determinades ciutats danyades per la guerra. Va presentar plans per a Hiroshima i Maebashi. El seu disseny per a un aeroport a Kanon, Hiroshima, va ser acceptat i construït, però un parc al costat del mar a Ujina no ho va ser.
Les autoritats d'Hiroshima van rebre consells sobre la reconstrucció de la ciutat dels consultors estrangers, i el 1947 Tam Deling, un planificador de parcs nord-americà, va suggerir que construïssin un Memorial de la Pau i preservés els edificis situats a prop de la zona zero, directament sota l'explosió de la bomba atòmica. L'any 1949 les autoritats van promulgar la Llei de reconstrucció del Memorial de la Pau d'Hiroshima, que donava a la ciutat accés a una subvenció especial, i l'agost de 1949 es va convocar un concurs internacional per al disseny del Parc Memorial de la Pau d'Hiroshima.
Tange va rebre el primer premi per un disseny que proposava un museu l'eix del qual travessa el parc, creuant Peace Boulevard i la cúpula de la bomba atòmica. L'edifici s'aixeca sobre columnes massives, que emmarquen la vista al llarg de l'eix de l'estructura.

## Projectes

### Centre de la Pau a Hiroshima

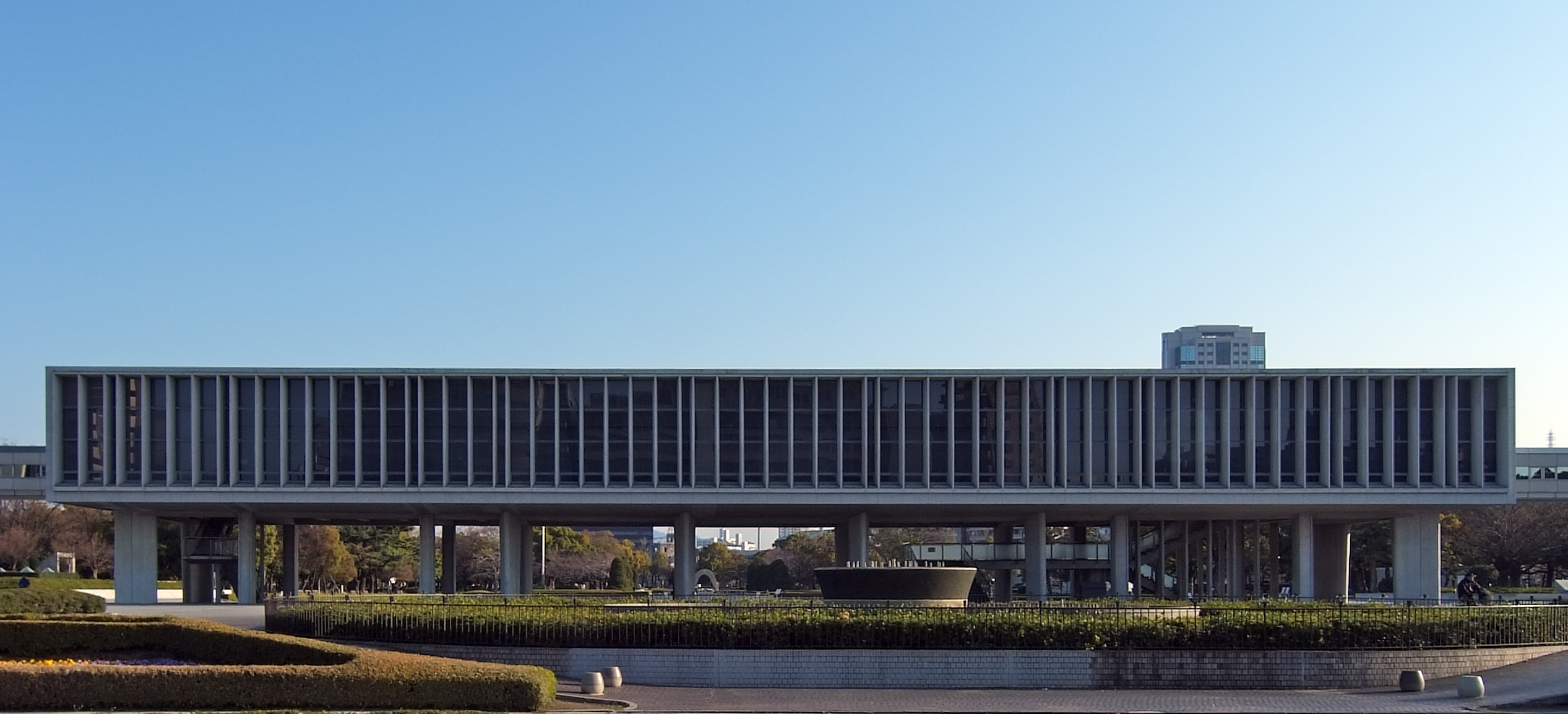
Museu Memorial de la Pau d'Hiroshima, vista al llarg de l'eix (1955)

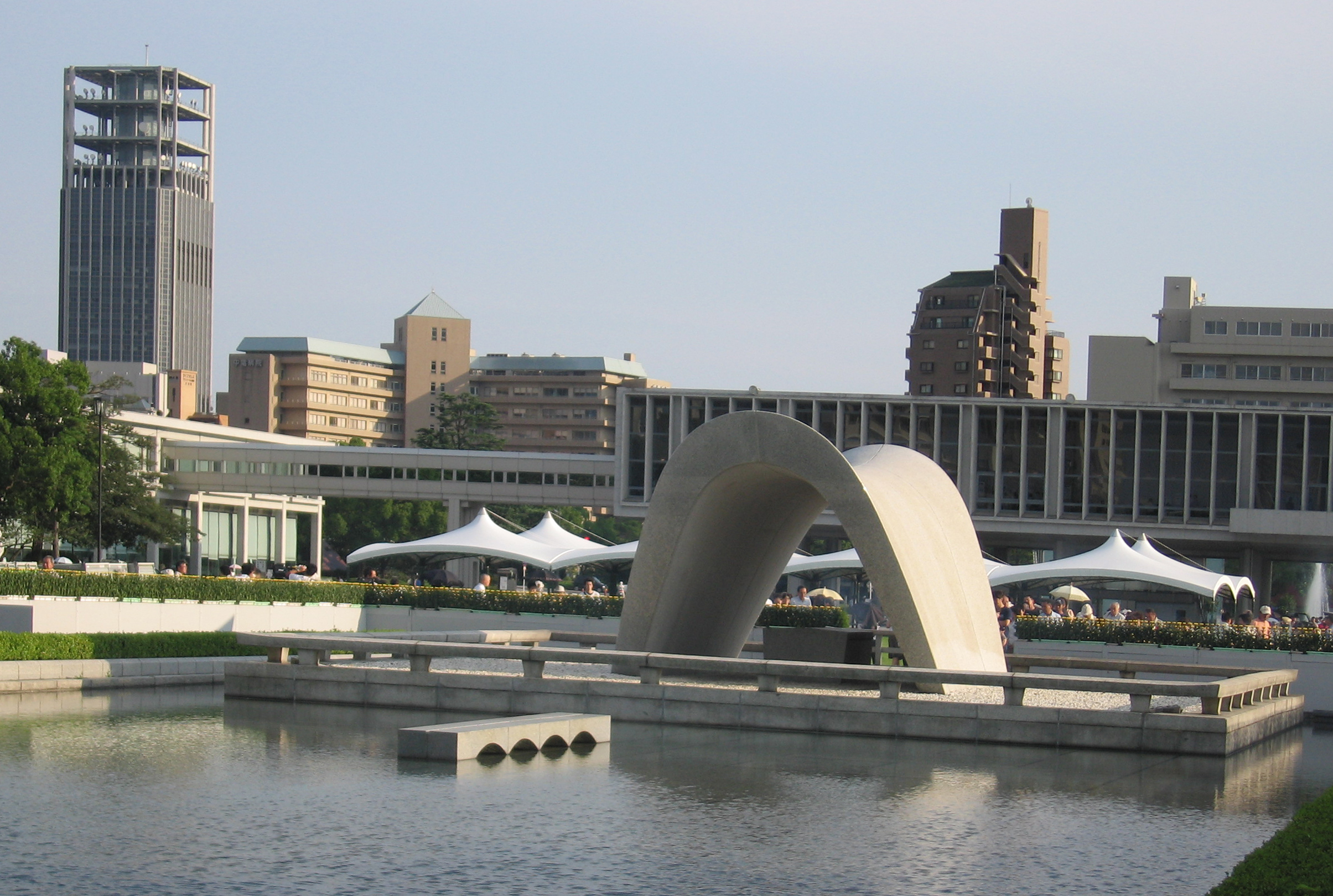
Cenotafi, Hiroshima Peace Memorial Park, Japó

Les obres del Centre de la Pau van començar l'any 1950. A més de la naturalesa axial del disseny, la disposició és similar a l'arranjament de competició inicial de Tange per al Saló Memorial de l'Esfera de Co-Prosperitat de la Gran Àsia Oriental.
En el disseny inicial, el Museu Memorial de la Pau d'Hiroshima estava dominat per edificis de serveis públics adjacents, que estaven connectats amb ell per passarel·les d'alt nivell. Tange va perfeccionar aquest concepte per situar el museu de manera destacada al centre, separat dels edificis d'utilitat (només un va ser dissenyat posteriorment per ell). A més del simbolisme arquitectònic, va pensar que era important que el disseny se centres al voltant de l'edifici que allotja la informació sobre l'explosió atòmica.
El museu està construït amb formigó armat nu. La planta principal del museu s'eleva a sis metres sobre el terra en pilots enormes i s'hi pot accedir mitjançant una escala independent. La façana rítmica consta d'elements verticals que es repeteixen cap a fora des del centre. Igual que l'exterior, l'interior està acabat amb formigó en brut; la idea era mantenir les superfícies planes perquè res pogués distreure el visitant del contingut de les exposicions.
La Plaça de la Pau és el teló de fons del museu. La plaça va ser dissenyada per permetre que 50 mil persones s'apleguessin al voltant del monument de la pau al centre. Tange també va dissenyar el monument del Cenotafi com un arc compost per dos paraboloides hiperbòlics, que es diu que es basa en les tombes cerimonials tradicionals japoneses del període Kofun.

### Santuari d'Ise
El 1953 Tange i el periodista i crític d'arquitectura Noboru Kawazoe van ser convidats a assistir a la reconstrucció del Santuari d'Ise. El santuari s'ha reconstruït cada 20 anys i el 1953 va ser la 59a iteració. Normalment el procés de reconstrucció era un afer molt tancat però aquesta vegada la cerimònia es va obrir a arquitectes i periodistes per documentar l'esdeveniment. La cerimònia va coincidir amb la fi de l'ocupació americana i semblava que simbolitzava un nou començament en l'arquitectura japonesa. L'any 1965, quan Tange i Kawazoe van publicar el llibre Ise: Prototype of Japanese Architecture, va comparar l'edifici amb una estructura modernista: una expressió honesta de materials, un disseny funcional i elements prefabricats.

### Sala de govern de la prefectura de Kagawa
La sala de govern de la prefectura de Kagawa a l'illa de Shikoku es va acabar el 1958. L'estil de construcció expressiva es podria comparar amb l'estil Daibutsu vist al Tōdai-ji de Nara. Les columnes de l'elevació només suportaven càrregues verticals, de manera que Tange va poder dissenyar-les perquè fossin fines, maximitzant les superfícies per al vidre. Encara que el saló ha estat anomenat un dels seus millors projectes, va generar crítiques en el moment de la construcció per confiar massa en la tradició.

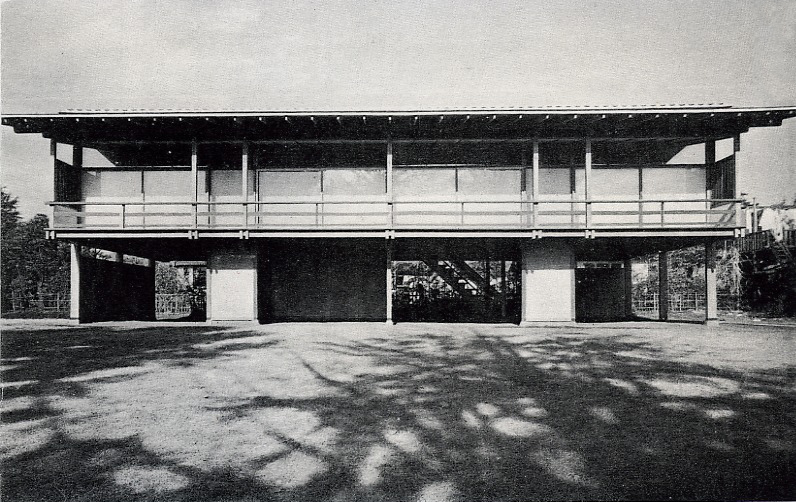
La casa de Kenzō Tange (1953)

### La pròpia casa de Tange
La pròpia casa de Tange, dissenyada el 1951 i acabada el 1953, utilitza una estructura d'esquelet similar aixecada del terra com el Museu de la Pau d'Hiroshima; tanmateix, es fusiona amb un disseny japonès més tradicional que utilitza fusta i paper. La casa es basa en el mòdul tradicional japonès del tatami, amb les habitacions més grans dissenyades per tenir flexibilitat perquè es puguin separar en tres habitacions més petites mitjançant portes corredisses fusuma. La façana està dissenyada amb un patró rítmic; comprèn dos tipus de dissenys de façana ("a" i "b") que s'ordenen lateralment en una disposició abaaba. La casa està rematada amb una teulada de dos nivells. La casa de Kazuo Shinohara de 1954 a Kugayama és notablement similar en el seu disseny, tot i que està construïda amb acer i té un ritme més senzill a la façana.

### Ajuntament, Kurashiki
L'ajuntament de Kurashiki, semblant a una fortalesa, es va dissenyar el 1958 i es va acabar el 1960. Quan es va construir, estava situat a la vora del nucli antic de la ciutat, connectant-lo amb les zones més noves de la ciutat. Kurashiki és més conegut com un lloc turístic per les seves antigues cases d'estil Machiya.
Situat en una plaça oberta, l'edifici s'assenta sobre columnes massives que es redueixen cap a dins a mesura que s'aixequen. L'elevació consta de taulons horitzontals (alguns dels quals s'ometen per crear finestres) que se superposen a les cantonades en un efecte de "cabana de troncs". L'entrada està coberta amb una pesada marquesina de formigó que s'aixeca a un vestíbul monumental. L'escala d'aquesta sala ascendeix en trams rectes en voladís a l'esquerra i a la dreta. Les parets d'aquest interior són de formigó amb persianes nues perforades per finestres que recorden La Tourette de Le Corbusier. La Sala del Consell és un edifici independent el sostre inclinat del qual té seients al damunt per formar un espai exterior d'actuació.

### Arenas olímpiques de Tòquio

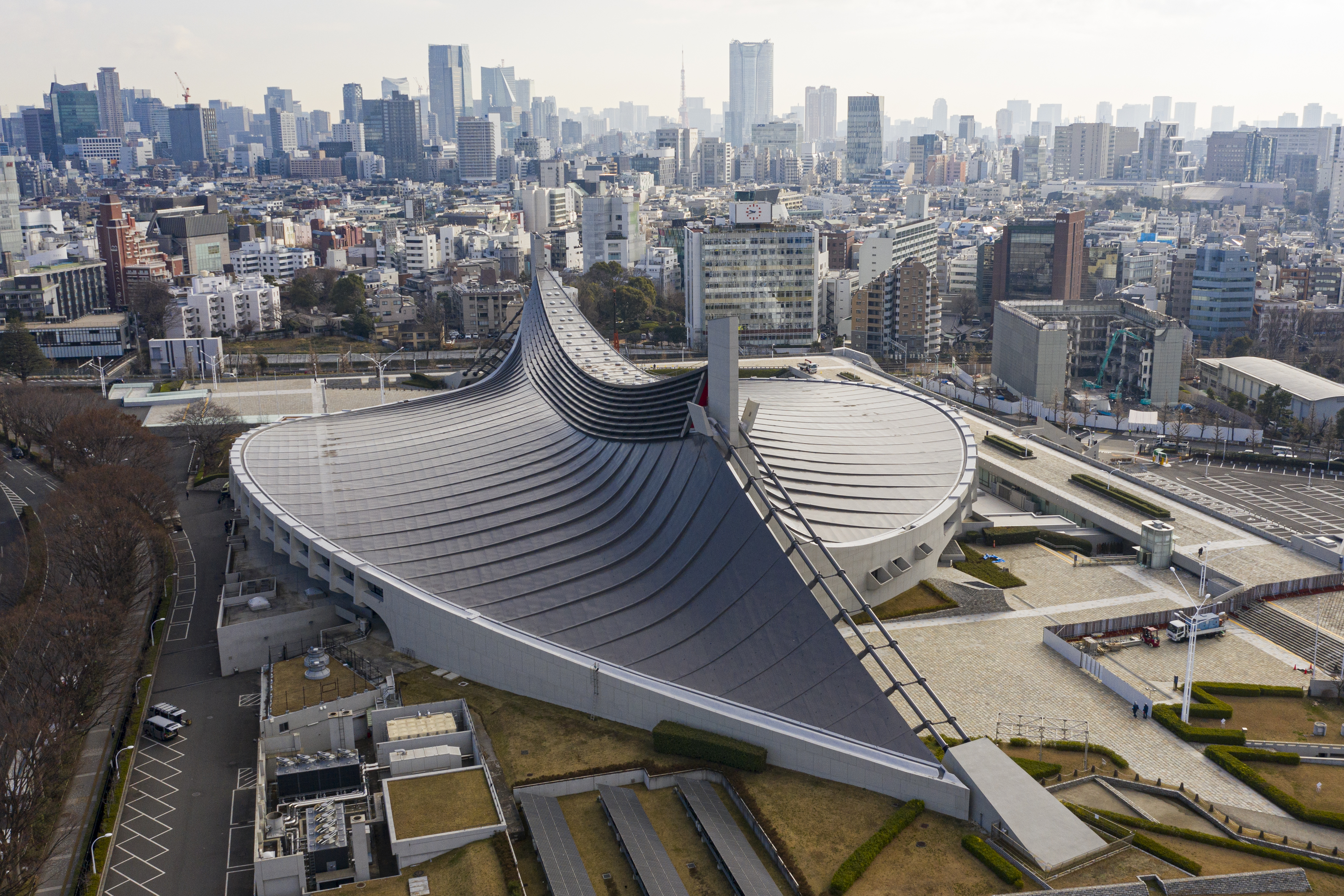
Gimnàs Nacional Yoyogi (1964)

El Gimnàs Nacional Yoyogi està situat en una zona oberta al parc Yoyogi en un eix adjacent al Santuari Meiji. El gimnàs i la piscina van ser dissenyats per Tange per als Jocs Olímpics de Tòquio de 1964, que van ser els primers Jocs Olímpics celebrats a Àsia. Tange va començar els seus dissenys el 1961 i els plans van ser aprovats pel Ministeri d'Educació el gener de 1963. Els edificis es van col·locar per optimitzar l'espai disponible per a l'aparcament i per permetre la transició més fluida de les persones entrants i sortints.
Inspirats en l'horitzó del Coliseu de Roma, els sostres tenen una pell suspesa de dos pals. Els edificis es van inspirar en el pavelló Philips de Le Corbusier dissenyat per a l'Exposició Universal de Brussel·les, i en l'Ingalls Rink, la zona d'hoquei de la Universitat Yale, d’Eero Saarinen (ambdues estructures es van completar el 1958). El sostre del pavelló Philips va ser creat per complexes superfícies paraboloides hiperbòliques esteses entre cables. En ambdós casos, Tange va agafar idees occidentals i les va adaptar per satisfer els requisits japonesos.
El gimnàs té una capacitat aproximada de 16.000 persones i l'edifici més petit en pot acollir fins a 5.300 segons els esdeveniments que es desenvolupin. En el moment en què es va construir, el gimnàs tenia la coberta suspesa més gran del món. Dos pilars de formigó armat suporten una xarxa d'acer pretensada a la qual s'uneixen plaques d'acer. L'ancoratge inferior d'aquesta xarxa d'acer és un sistema de suport de formigó pesat que forma una corba diferent a l'interior i l'exterior de l'edifici. A l'interior, aquest ancoratge estructural s'utilitza per suportar els seients de la tribuna. La curvatura general de la coberta ajuda a protegir l'edifici dels efectes nocius dels forts vents.
Tange va guanyar un premi Pritzker pel disseny; la citació descriu el gimnàs com «entre els edificis més bonics del segle XX».

### Pla per a Skopje
El pla de reconstrucció de la capital de Skopje, llavors part de la República Iugoslava de Macedònia després d'un gran terratrèmol, va ser guanyat per l'equip d'arquitectura de Tange el 1965. El projecte va ser significatiu per la influència internacional que va tenir, però per a Tange va ser un cas model per a la reconstrucció urbana per fer realitat els principis de l'arquitectura moderna. És la primera vegada que un arquitecte japonès és convidat per un organisme internacional a participar en un desenvolupament urbà d'aquesta escala.

### Edifici del Tribunal Suprem del Pakistan

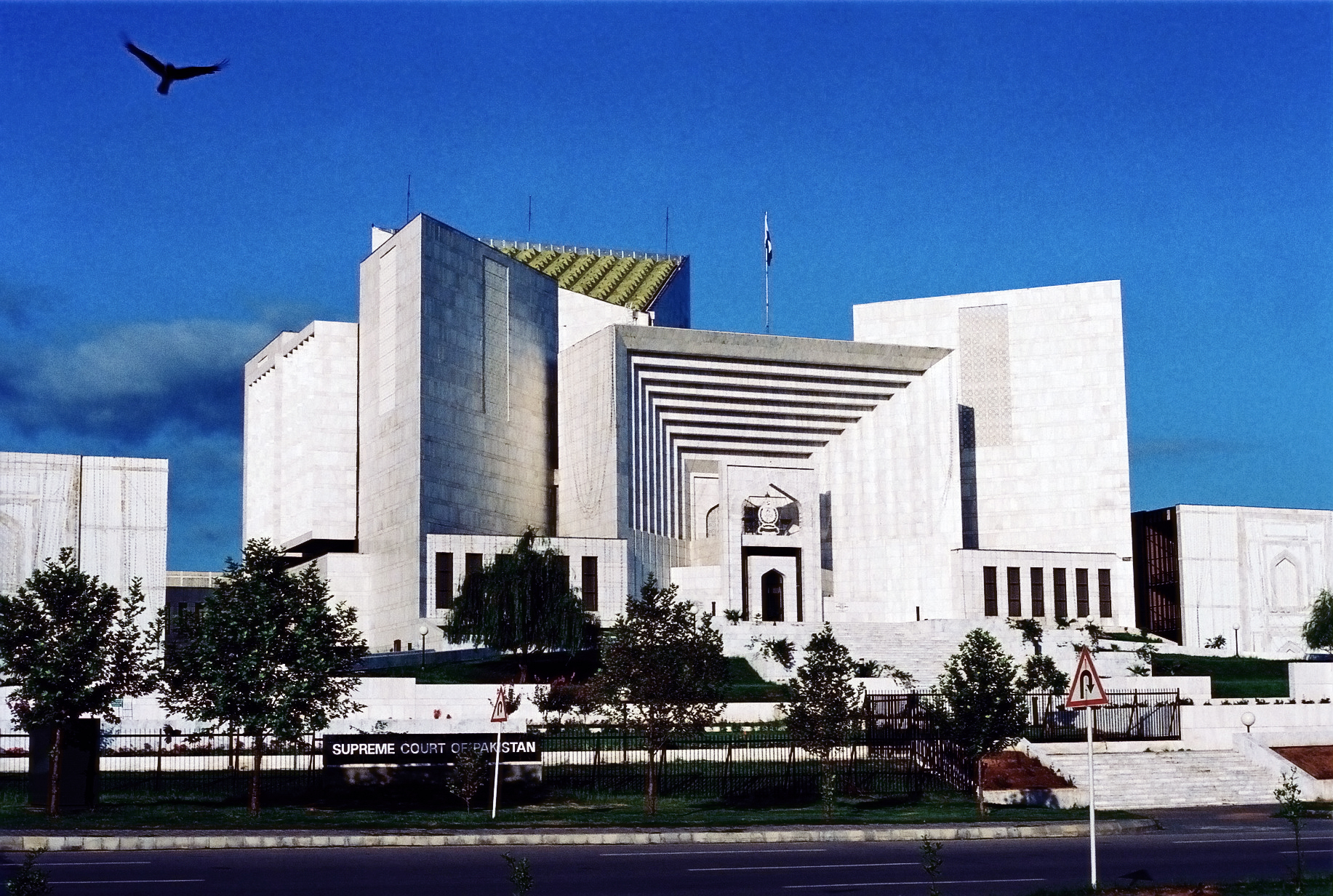
Edifici del Tribunal Suprem, Islamabad

L’edifici del Tribunal Suprem del Pakistan és el lloc de treball oficial i principal del Tribunal Suprem del Pakistan, situat al 44000 Constitution Avenue Islamabad, Pakistan. Completat el 1993, està flanquejat per la Secretaria del Primer Ministre al sud i la Casa del President i l'edifici del Parlament al nord.
Dissenyat per Tange, segons un resum de disseny preparat pel PEPAC, el complex va ser dissenyat i construït per CDA Engineering i Siemens Engineering.

### Exposició d'Osaka 1970

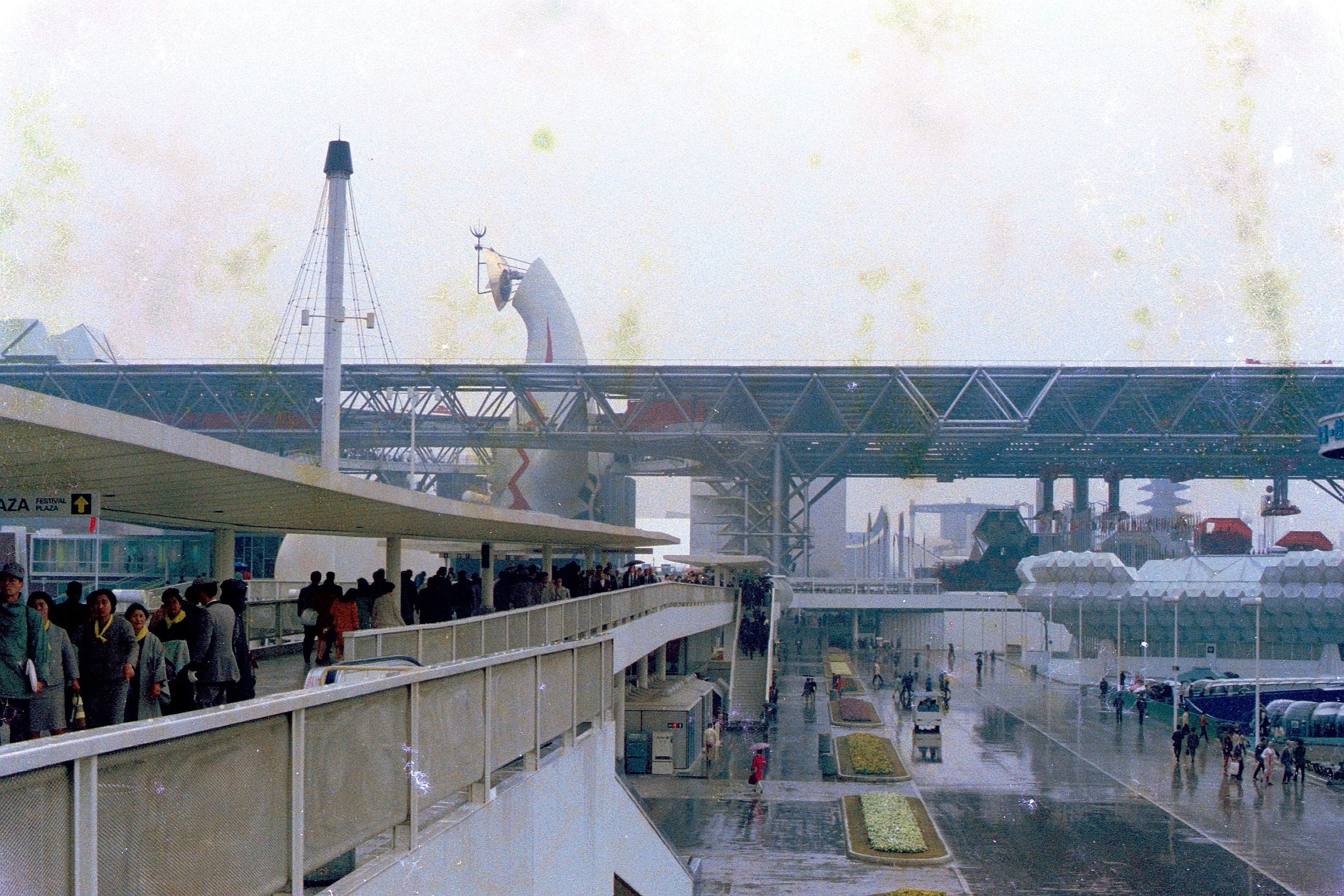
Osaka Expo Festival Plaza (1970)

El 1965, el Bureau International des Expositions va decidir que el Japó acollia l'Exposició de 1970. 3.3 km² de terres als turons Senri, prop d'Osaka, es van deixar de banda per al seu ús. Tange i Uzo Nishiyama van ser designats com a planificadors del pla director pel Comitè Temàtic. Tange va reunir un grup de dotze arquitectes per dissenyar la infraestructura i les instal·lacions de l'Expo.
Al centre de l'Expo hi havia la Plaça del Festival. Tange va concebre que aquesta plaça (amb el seu sostre d'estructura d'espai de sobrevela) connectaria els espais d'exposició i crearia un escenari per a un festival. La plaça dividia el lloc en una zona nord per a pavellons i una zona sud per a instal·lacions administratives. Les zones estaven interconnectades amb vies mòbils.

## Cercle arquitectònic

### Congrés Internacional d'Arquitectura Moderna
El primer lloc de Tange al concurs de disseny per al Parc Memorial de la Pau d'Hiroshima li va guanyar el reconeixement de Kunio Maekawa. L'arquitecte va convidar Tange a assistir al Congrés Internacional d'Arquitectura Moderna (CIAM). Fundada el 1928, aquesta organització de planificadors i arquitectes havia promogut inicialment l'arquitectura en el context econòmic i social, però en la seva quarta reunió el 1933 (sota la direcció de Le Corbusier) va debatre la noció de "ciutat funcional". Això va donar lloc a una sèrie de propostes d'urbanisme conegudes com La Carta d'Atenes. A la reunió del CIAM de 1951 que es va celebrar a Hoddesdon, Anglaterra, a la qual Tange va ser convidat, la Carta d'Atenes va ser debatuda per membres més joves del grup (incloent Tange) que van trobar la Carta massa vaga en relació amb l'expansió de la ciutat. La "Carta d'Atenes" va promoure la idea que una ciutat guanya caràcter a partir dels seus continus canvis al llarg de molts anys; aquesta noció es va escriure abans de l'arribada dels bombardejos massius i de la Segona Guerra Mundial i, per tant, tenia poc sentit per a Tange que havia evidenciat la destrucció d'Hiroshima. Les discussions a Hoddesdon van sembrar un descontentament dins del CIAM que finalment va contribuir a la seva ruptura després de la reunió de Dubrovnik el 1956; els membres més joves del CIAM van formar un grup escindit conegut com Team X, al qual Tange es va unir més tard. Tange va presentar diversos dissenys a l'equip X a les seves reunions. En una reunió de 1959 a Otterlo, Holanda, una de les seves presentacions incloïa un projecte no realitzat de Kiyonori Kikutake; aquest projecte es va convertir en la base del Moviment Metabolista.
Quan Tange va viatjar de tornada al Japó des de la reunió del CIAM de 1951, va visitar la Unité d'Habitation gairebé completa de Le Corbusier a Marsella, França. També va mirar els esbossos de la nova capital del Panjab a Chandigar, Índia.

### Conferència Mundial de Disseny de Tòquio i planificació urbana

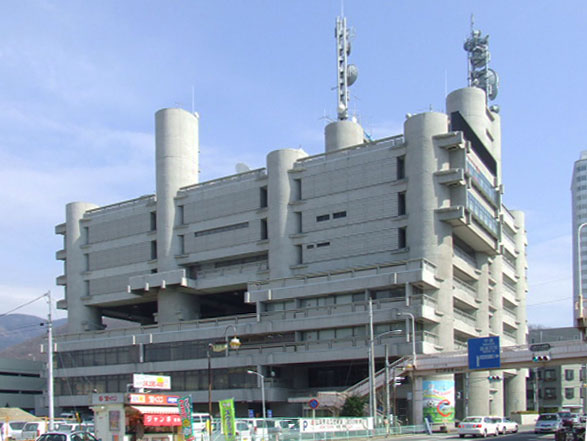
Yamanashi Broadcasting and Press Center (1966)

Tange havia abandonat la conferència Team X Otterlo aviat per ocupar un càrrec a l'Institut Tecnològic de Massachusetts. Les seves experiències a la conferència el van portar a plantejar als seus estudiants de cinquè un projecte per dissenyar una comunitat residencial de 25 mil persones que s'aixecaria a Boston sobre la badia. L'esquema constava de dues estructures gegants de marc A que s'assemblaven a l'entrada de competició de Tange per a la seu de l'Organització Mundial de la Salut al llac de Ginebra. Tant aquest esquema com els anteriors de Kikutake van formar la base del discurs de Tange a la Conferència Mundial de Disseny de Tòquio el 1960. En el seu discurs va utilitzar paraules com "cèl·lula" i "metabolisme" en relació al disseny urbà. El moviment metabolista va sorgir de les discussions amb altres membres de la conferència. Entre ells hi havia Kisho Kurokawa, Junzo Sakakura, Alison i Peter Smithson, Louis Kahn, Jean Prouvé, BV Doshi i Jacob Bakema. La conferència va acabar amb la presentació de Tange del pla de Boston i el seu propi esquema, "The Tokyo Plan - 1960".
Tange va argumentar que el patró urbà normal d'un sistema de transport centrípet radial era una relíquia de l'Edat Mitjana i no suportaria la pressió que hi posaven les megaciutats del món, que va qualificar com aquelles amb poblacions superiors a 10 milions. Més que construir una ciutat a partir d'un centre cívic, la proposta de Tange es basava en un eix cívic, desenvolupant la ciutat de manera lineal. Tres nivells de trànsit, graduats segons la velocitat, facilitarien la circulació de fins a 2,5 milions de persones al llarg de l'eix, que es dividirien en elements de transport cíclic semblants a vèrtebres. La gran mida de la proposta significava que s'estendria per l'aigua de la badia de Tòquio. Les propostes de Tange en aquesta conferència juguen un paper important a l'hora d'establir la seva reputació com «l'arquitecte japonès favorit d'Occident».
El 1965 les Nacions Unides van demanar a Tange que participés en un concurs limitat per a la reurbanització de Skopje, que en aquell moment era una ciutat de la República Federal Socialista de Iugoslàvia. La ciutat havia estat fortament destruïda per un terratrèmol el 1963. Tange va guanyar el 60% del premi; l'altre 40% es va adjudicar a l'equip iugoslau. El disseny de Tange va impulsar les idees presentades en l'anterior "Pla de Tòquio".
Tange va desenvolupar encara més les seves idees per a formes urbanes ampliables el 1966 quan va dissenyar el Yamanashi Broadcasting and Press Center a Kōfu. Va ser dissenyat per a tres empreses de mitjans: una impremta de diaris, una emissora de ràdio i un estudi de televisió. Per permetre una futura expansió, Tange va agrupar les funcions similars de tres oficines en tres zones. La maquinària d'impressió de diaris es trobava a la planta baixa, els estudis segellats als pisos superiors i les oficines als pisos de parets de vidre envoltades de balcons. Els serveis, incloses les escales i els ascensors, s'allotgen en 16 columnes de formigó armat de cinc metres (17 peus) diàmetre. Es va deixar espai entre el conglomerat d'espais funcionals per permetre una futura ampliació, tot i que aquests s'han utilitzat per a jardins i terrasses.

### Equip d'Urbanistes i Arquitectes
La inspiració de Tange per a la seva oficina de disseny va venir del seu amic Walter Gropius, que havia conegut per primera vegada a la reunió del CIAM el 1951. Mentre feia conferències a la Bauhaus, Gropius havia donat una gran importància a l'ensenyament dels arquitectes, sobretot impartint-los el concepte de treballar junts en equip. L'equip d'urbanistes i arquitectes es va fundar el 1961 i es va convertir en Kenzō Tange Associates. Tange va promoure una jerarquia molt plana a la pràctica: els socis tenien la mateixa importància i se'ls animava a participar en tots els projectes. Es van desenvolupar múltiples opcions simultàniament i es va fomentar la investigació sobre esquemes individuals.

## Carrera posterior

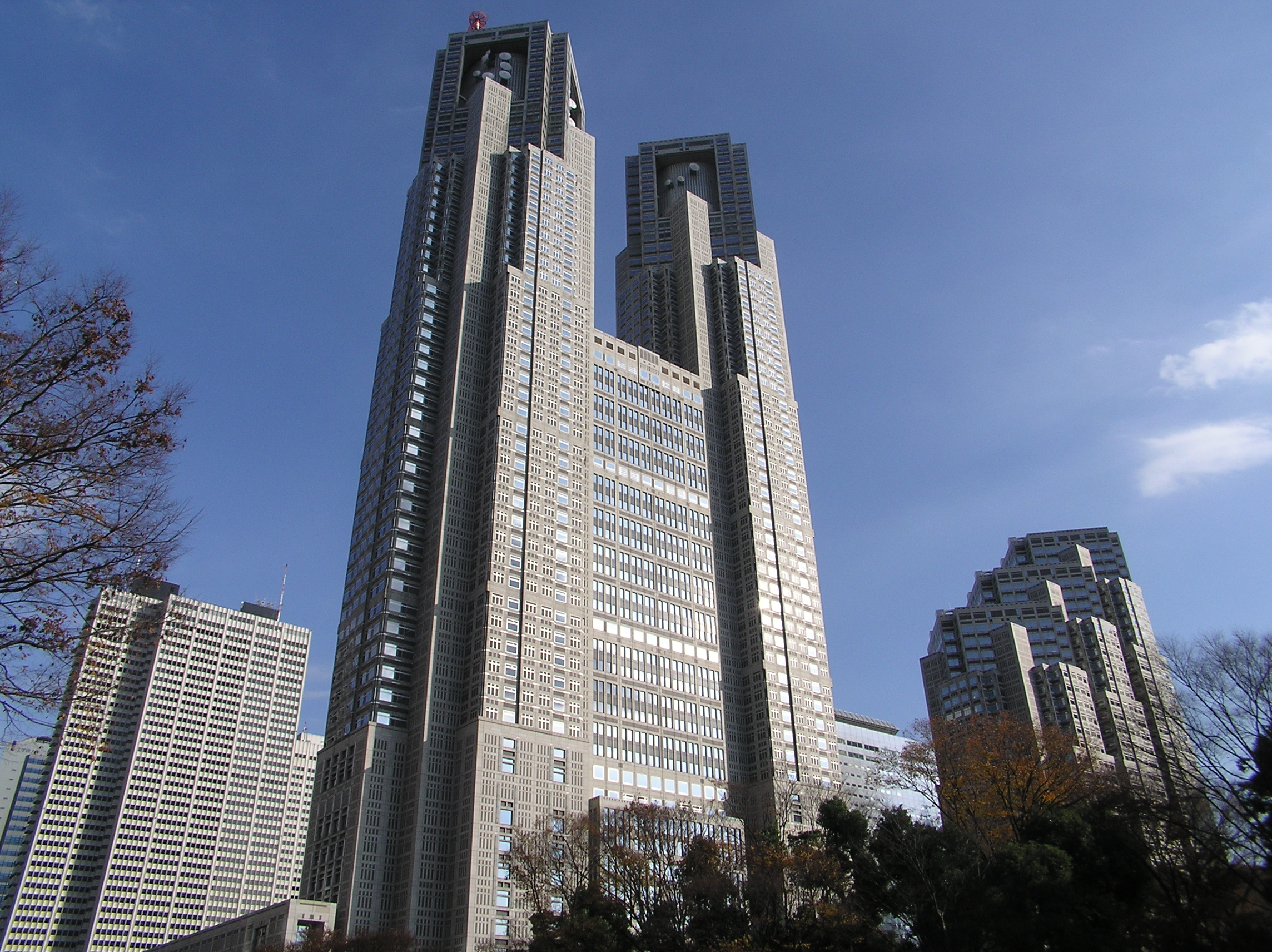
Edifici del Govern Metropolità de Tòquio, Shinjuku, Tòquio (1991)

Durant les dècades de 1970 i 1980, Tange va ampliar la seva cartera per incloure edificis en més de 20 països de tot el món. El 1985, a instàncies de Jacques Chirac, l'alcalde de París en aquell moment, Tange va proposar un pla director per a una plaça a la Place d'Italie que interconnectés la ciutat al llarg d'un eix est-oest.
Per a l'Edifici del Govern Metropolità de Tòquio, inaugurat el 1991, Tange va dissenyar un gran centre cívic amb una plaça dominada per dos gratacels. Aquests allotgen les oficines d'administració, mentre que un edifici més petit de set plantes conté instal·lacions de muntatge. En el seu disseny d'una versió d'alta tecnologia de Kofu Communications Center, Tange va equipar els tres edificis amb sistemes de gestió d'edificis d'última generació que controlaven la qualitat de l'aire, els nivells de llum i la seguretat. La pell exterior de l'edifici fa doble referència tant a la tradició com a la condició moderna. Tange va incorporar línies verticals i horitzontals que recordaven tant les taules de fusta com les línies de les plaques de semiconductors.
Tange va continuar practicant fins tres anys abans de la seva mort el 2005. No li agradava la postmodernitat dels anys vuitanta i considerava que aquest estil d'arquitectura només eren «expressions arquitectòniques de transició». El seu funeral es va celebrar en una de les seves obres, la catedral de Tòquio.

## Llegat

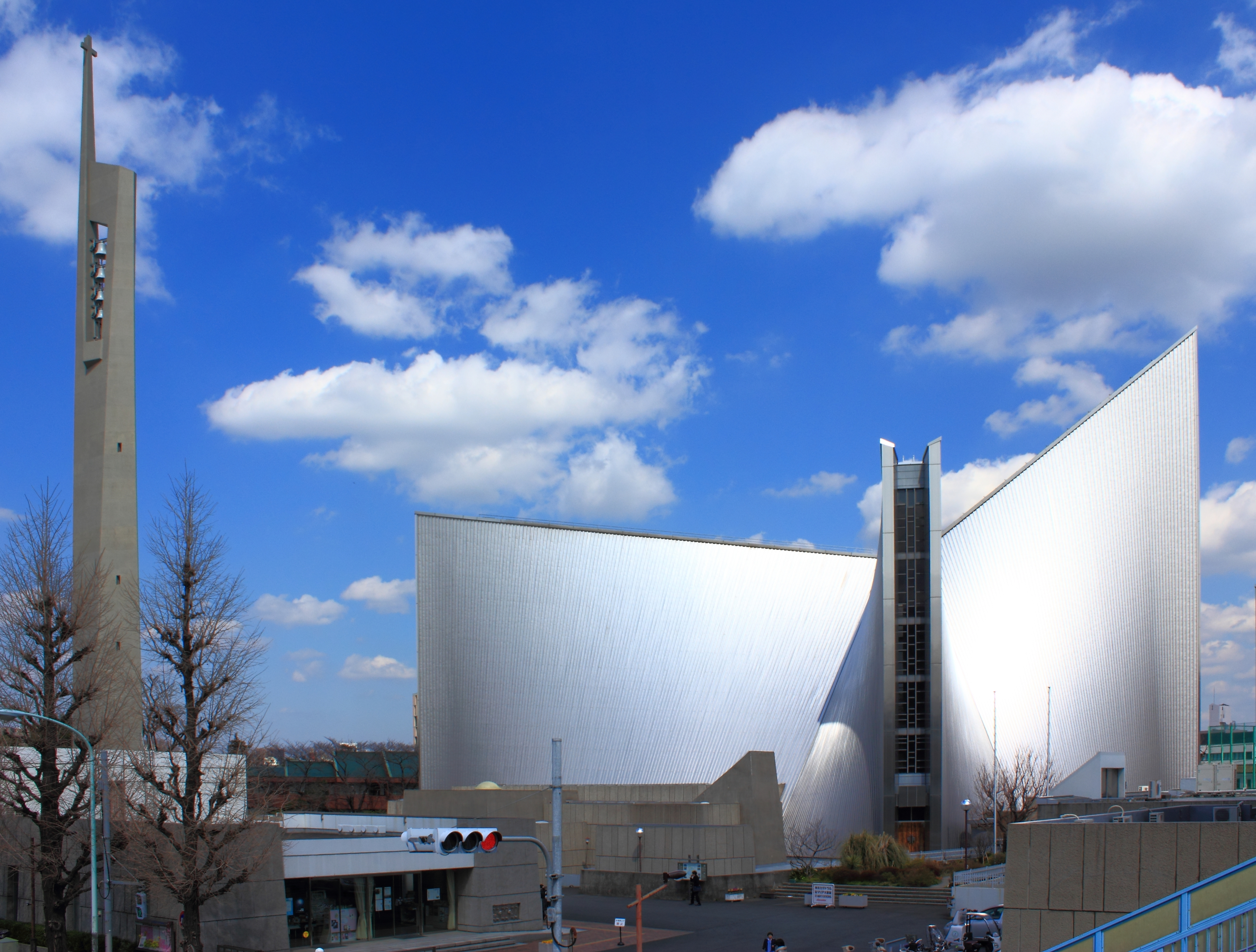
Catedral de Santa Maria de Tòquio, Tòquio (1964)

L'expansió modular de les visions del metabolisme de Tange va tenir certa influència en Archigram amb les seves mega estructures complementàries. El moviment Metabolist va donar impuls a la carrera de Kikutake. Tot i que les seves propostes de Ciutat Marina (presentades per Tange al CIAM) no es van realitzar, el seu Ajuntament de Miyakonojo (1966) va ser un exemple més metabolista del propi Centre Cultural Nichinan de Tange (1962). Tot i que l'Expo d'Osaka havia marcat un declivi en el moviment metabolista, va resultar en un lliurament dels regnats a una generació més jove d'arquitectes com Kazuo Shinohara i Arata Isozaki.
En una entrevista amb Jeremy Melvin a la Royal Academy of Arts, Kengo Kuma va explicar que, als deu anys, es va inspirar per convertir-se en arquitecte després de veure les arenes olímpiques de Tange, que es van construir el 1964.
Per a Reyner Banham, Tange va ser un excel·lent exemple de l'ús de l'arquitectura brutalista. El seu ús d'acabats de formigó brut Béton d'una manera crua i sense decorar combinat amb els seus projectes cívics com la reurbanització de la badia de Tòquio el van fer una gran influència en els arquitectes britànics durant la dècada dels seixanta. L'arquitectura brutalista ha estat criticada per no tenir ànima i per promoure l'ús exclusiu d'un material que és pobre per suportar llargues exposicions al clima natural.
Va rebre la medalla d'or de l'AIA el 1966.
El fill de Tange, Paul Noritaka Tange, es va graduar a la Universitat Harvard el 1985 i es va unir a Kenzō Tange Associates. Es va convertir en el president de Kenzo Tange Associates el 1997 abans de fundar Tange Associates el 2002.

## Premis
- Medalla d'Or RIBA (1965)[51]

- Medalla d'Or de l'Institut Americà d'Arquitectes (1966)[52]

- Gran Medalla d'Or de l'Acadèmia Francesa d'Arquitectura (1973)[53]

- Premi Pritzker d'Arquitectura (1987)[54][55]

- Diploma de mèrit olímpic (1965)[56]

## Obres
- 1955: La catedral de Santa Maria de Tòquio.
- 1958: La Prefectura de Kagawa a Takamatsu.
- 1963: Per als jocs Olímpics de Tòquio de 1964, realitza dos estadis coberts al districte de Shibuya al Parc Yoyogi.
- 1968: Elabora el pla general de l'Exposició internacional d'Osaka de 1970 així com el Theme Building.
- 1991: Les torres dels despatxos de l'Ajuntament de Tòquio al districte de Shinjuku, l'immoble Gran Pantalla i la place d'Italie (París).
- 1994: Shinjuku Park Tower.
- 1996: Seu de la Fuji Television "FCG (Fuji-Sankei Communications Group)" Odaiba, Tòquio.
- 1997: El museu de les Arts asiàtiques de Niça (obert el 1998).
- 2000: Hotel Tokyo Dome.